# Eurypon vesciculare
Eurypon vesciculare är en svampdjursart som beskrevs av Sarà och Siribelli 1960. Eurypon vesciculare ingår i släktet Eurypon och familjen Raspailiidae. Inga underarter finns listade i Catalogue of Life.